# Pecten beudanti
Espèce
Pecten beudanti est une espèce éteinte de mollusques bivalves connue en particulier dans le Sud de la France. 